# Guerre des Lombards
 (juin 2025).
La guerre des Lombards est une guerre civile dans les royaumes de Jérusalem et de Chypre, opposant, de 1228 à 1243, les impérialistes, également appelés « Lombards », dont ils sont majoritairement originaires, et représentant l'empereur Frédéric II, contre la noblesse des États latins d'Orient, menée par la maison d'Ibelin puis la maison de Montfort-l'Amaury.
La guerre fut déclenchée par la tentative de Frédéric II de prendre la régence de son jeune fils, Conrad II de Jérusalem, tous deux faisant partie de  la maison de Hohenstaufen.

## Origines
Lorsque l'empereur Frédéric II devient roi de Jérusalem à la suite de son mariage avec Isabelle II, il revendique également à ce titre le royaume de Chypre jusqu'à la mort de son épouse en 1228. Cette année-là, il arrive d'abord à Chypre, où il s'oppose à la noblesse locale, puis continue jusqu'à Jérusalem, où il reste jusqu'en 1229, mais qu'il doit quitter dans des circonstances humiliantes après avoir suscité une réaction anti-impériale au sein de la population. Mais en 1231, il envoie Richard Filangieri comme maréchal afin d'affirmer son autorité mais se heurte à l'opposition de Jean d'Ibelin, surnommé « le Vieux Seigneur de Beyrouth », qui avait été régent jusqu'à l'arrivée de Frédéric II. À la mort de Jean en 1236, la guerre est alors menée par son fils Balian d'Ibelin. Puis en 1239, c'est Philippe Ier de Montfort prend la tête de l'opposition.
Bien que les autorités ecclésiastiques et les Templiers soutiennent les nobles locaux, les chevaliers Teutoniques et les Hospitaliers soutiennent quant à eux Filangieri. Ses droits à la régence sont généralement reconnus, mais la pratique de son pouvoir lui est refusée sur la base des Assises et de la Haute cour. Il établit alors son quartier général à Tyr où il bénéficie de l'allégeance de Bohémond V, prince d'Antioche et comte de Tripoli. Il détient également la Ville sainte de Jérusalem, que Frédéric II avait négociée avec les Sarrasins. De plus, tant que la maison d'Ibelin tient les rênes de l'opposition, Filangieri peut compter sur le soutien de leurs ennemis. Les villes italiennes sont également divisées entre les deux factions : Pise soutient Filangieri tandis que Gênes soutient la famille d'Ibelin. Ces derniers contrôlent Beyrouth, Arsouf et Césarée, ainsi que l'ancienne capitale d'Acre. En 1231, les citoyens d'Acre forment une commune dont le siège est basé à l'église Saint-André afin d'unifier l'opposition à Filangieri et l'année suivante, Jean d'Ibelin en est élu maire.

## Histoire
La première bataille importante de la guerre a lieu à Casal Imbert, au sud d'Acre, en mai 1232, dans laquelle Filangieri y vainc le camp d'Ibelin. Cependant, au mois de juin, il est sévèrement vaincu par une force inférieure en nombre lors de la bataille d'Agridi à Chypre, annihilant son soutien sur l'île en une année.
En 1241, les barons offrent le bailliage d'Acre à Simon de Montfort, comte de Leicester, cousin de Philippe Ier de Montfort et parent par alliance de la maison de Hohenstaufen et des Plantagenêts, mais il ne l'acceptera jamais. En 1242 ou 1243, Conrad se déclare majeur et, le 5 juin, la régence du monarque absent est accordée par la Haute Cour à Alix de Champagne-Jérusalem, veuve d'Hugues Ier de Chypre et fille d'Isabelle Ire de Jérusalem. Alix commença aussitôt à régner comme si elle était reine, ignorant Conrad qui se trouve alors en Italie, et ordonne l'arrestation de Filangieri. Après un long siège, Tyr tombe le 12 juin. La famille d'Ibelin s'empare de sa citadelle le 7 ou le 10 juillet, avec l'aide d'Alix, dont les forces sont arrivées le 15 juin. La maison d'Ibelin peut alors se targuer d'être les seuls vainqueurs de la guerre.

## Sources primaires
La principale source concernant cette guerre est le récit de Philippe de Novare, « Les Guerres de Frédéric II contre les Ibelin », une histoire très partisane en faveur des Ibelin. Philippe y participe activement et est un témoin oculaire de nombreux événements qu'il y décrit. Dans les années 1240, il est généreusement récompensé par Alix, tant en argent qu'en fiefs. Son récit est généralement digne de foi, mais il est contenu dans un recueil ultérieur intitulé Gestes des Chiprois, et il est parfois difficile de déterminer si un détail a été modifié par le compilateur. Son récit, rédigé à la même époque que les événements, ne couvre que les années 1228-1233, 1236 et 1241-1242. Il rédige la dernière partie de son récit entre 1242 et 1247, y ajoutant des interpolations jusqu'en 1258. C'est Philippe qui donne le nom de « Longuebars » (Lombards) aux impérialistes.
Le bailli vénitien Marsilio Zorzi (en), arrivé à Saint-Jean-d'Acre peu avant l'élection d'Alix comme régente, rédige un rapport sur la situation et les événements récents au Levant pour ses maîtres à Venise. Ce rapport est conservé dans un manuscrit de 1246 et dans le Liber Albus du XIVe siècle, mais il est moins précis, quoique plus contemporain, que celui de Philippe.
Richard de San Germano présente quelques détails introuvables ailleurs concernant le début du règne de Conrad et la fin de la régence de Frédéric II. Selon lui, Thomas Ier d'Aquin, comte d'Acerra, part pour la Terre sainte en juin 1242, à l'occasion de la prise de pouvoir de Conrad, comme représentant du roi en Orient. Il mentionne également que Raymond VII de Toulouse rencontre l'empereur à Melfi en septembre 1242 et qu'il y intervint en faveur de Filangieri vaincu.